# Гехарот (село)
Гехарот (арм. Գեղարոտ, до 1935 года — Кешишкенд) — село в Арагацотнской области Армении.

## География
Село расположено в северной части марза, на расстоянии 50 километров к северо-западу от города Аштарак, административного центра области. Абсолютная высота — 2060 метров над уровнем моря.
Климат
Климат характеризуется как умеренно холодный, влажный (Dfb в классификации климатов Кёппена). Среднегодовая температура воздуха составляет 4 °C. Средняя температура самого холодного месяца (января) составляет −7,9 °С, самого жаркого месяца (августа) — 15,2 °С. Расчётная многолетняя норма атмосферных осадков — 564 мм. Наибольшее количество осадков выпадает в мае (99 мм).

## Население
| Год переписи | Население          | Население          | Население          | Население            | Население            | Население            |
| Год переписи | Наличное население | Наличное население | Наличное население | Постоянное население | Постоянное население | Постоянное население |
| Год переписи | Всего              | Мужчины            | Женщины            | Всего                | Мужчины              | Женщины              |
| ------------ | ------------------ | ------------------ | ------------------ | -------------------- | -------------------- | -------------------- |
| 2001         | 497                | 235                | 262                | 547                  | 271                  | 276                  |
| 2011         | 475                | 247                | 228                | 490                  | 258                  | 232                  |

| Год  | Численность | Численность |
| ---- | ----------- | ----------- |
| 1837 | 218         | [ 9 ]       |
| 1897 | 283         | [ 9 ]       |
| 1926 | 604         | [ 9 ]       |
| 1939 | 768         | [ 9 ]       |
| 1959 | 504         | [ 9 ]       |
| 1970 | 595         | [ 9 ]       |
| 1979 | 482         | [ 9 ]       |
| 1989 | 520         | [ 10 ]      |
| 2001 | 547         | [ 9 ]       |
| 2004 | 590         | [ 9 ]       |
| 2011 | 490         | [ 11 ]      |